# Arnaldo Baracetti
Arnaldo Baracetti (Codroipo, 27 dicembre 1931 – Udine, 21 luglio 2012) è stato un politico italiano.

## Biografia
Nato nel 1931 a Rivolto, frazione di Codroipo, si iscrisse nel 1947 alla federazione giovanile del Partito Comunista Italiano. Dopo aver fatto parte del consiglio comunale di Latisana nel periodo in cui il paese fu colpito da un'alluvione, nel 1966, fu consigliere della provincia di Udine e della regione Friuli Venezia Giulia, carica quest'ultima che ricoprì tra il 1968 e il 1976, quando fu eletto alla Camera dei deputati, dove sedette fino al 1987, distinguendosi per la proposta di leggi legate alla ricostruzione del Friuli dopo il terremoto che lo aveva colpito, alle aree di confine e alla tutela della lingua friulana. 
Autonomista, lavorò per l'istituzione dell'università di Udine, per la trasmissione da parte della RAI di programmi in friulano e per l'insegnamento di questo nelle scuole. Fondò negli anni '90 dei comitati sull'autonomismo, con la collaborazione del compagno di partito Renzo Pascolat. Dopo la militanza nel PCI, aderì al Partito Democratico della Sinistra, ai Democratici di Sinistra e al Partito Democratico. Si spense nel 2012 all'ospedale di Udine.